# Приготовительная школа эстетики

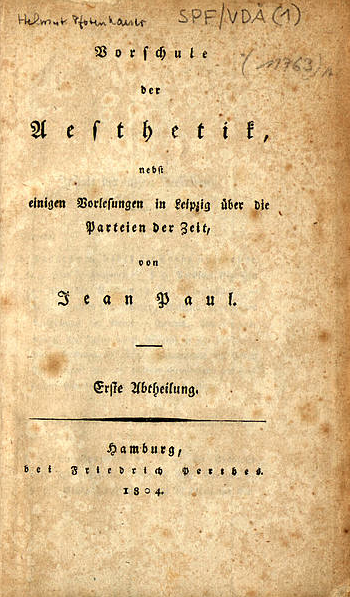
Титульный лист первого издания

«Приготовительная школа эстетики» (нем. Vorschule der Ästhetik) – программное сочинение немецкого писателя и философа Жан-Поля Рихтера, которое вышло в свет в 1804 году в байройтский период его творчества, своей проблематикой касающееся теоретического обоснования романтической эстетики и поэтики.

## Содержание книги
Работа состоит из трех отделов: первый отдел практически целиком посвящён проблемам определения романтической поэзии и типологии творческого гения. Второй отдел затрагивает проблему остроумия (Witz). В третий отдел вошли лекции, посвящённые литературным партиям эпохи, которые были прочитаны в 1804 г. в Лейпциге.

## Жан-Поль иромантизм
Принципиальным моментом в теории Жан-Поля является его осмысление типологических направлений, смысловые интенции которых обозначены в таких понятиях, как «классическое» и «романтическое». На заре своего возникновения «романтическое», рассмотренное вне своего значения как рода поэзии, ввиду обширной смысловой перегруженности трактовками и преобразованиями, страдало неустойчивостью. В культурном контексте эпохи со всеми проводившимися типологическими обобщениями данное понятие могло иметь очень широкую семантическую наполненность. Так, даже на исходе XVIII в. можно было встретить весьма непривычные, на первый взгляд, коннотации романтического. Сторонники постепенно зарождавшегося в Германии романтического направления в течение своего самосознания и самоопределения  мыслили то духовное движение, проникнутое единящим духом «романтического», как общекультурный процесс культивирования  жизненных и эстетических практик в новую, постклассическую эпоху. Но в процессе теоретизации вся совокупность смысловых интенций романтического, по замечанию Ал. В. Михайлова, все более замыкалась на предельно конкретном определении его в виде связующего «романтического движения», как «романтической школы». Жан-Поль был одним из первых, кто произвел категориальное обновление «романтического», осмысляя понятие в размерности исторической конкретики, назвав романтиками Людвига Тика и др. Именно сложившаяся ситуация литературной жизни эпохи оказалась для него решающей, и романтическое стало неотделимо от партийного его понимания, что и послужило отправной точкой для дальнейшего осмысления в работах Генриха Гейне, Рудольфа Хайма, Г. Геттнера и др.
Романтическое приравнивали к «романскому», «средневековому», охватывая, кроме того, практически весь ренессансный художественный опыт, включая Ариосто, Тассо и Сервантеса. Август Шлегель в «Чтениях о драматическом искусстве и литературе» указывал на то, что и сам термин «романтизм» ведет свое начало от названия народных языков, возникших из смешения латинского языка и древненемецких диалектов, и наиболее точно выражает то существенное нового искусства. Но при этом декларировалась и абсолютная революционность всякого искусства, основанного на романтической программе. Фридрих Шлегель, говоря о том, что романтическая поэзия есть в высшей степени «прогрессивная универсальная поэзия», уповал на то, что в скором времени «великая революция» затронет все сферы культурной жизни эпохи, включая «науки и искусства». По своему масштабу романтическое искусство должно было стать смысловой основой свершающейся действительности, подлинным отражением эпохи. Но ощущая свое принципиальное новаторство, сами романтики не порывали с прошлым, т.к. только в процессе диалога с прошлым дух времени может прийти к самоопределению и познать  ситуацию современности. Постепенно отходя от универсалистской направленности, при которой под романтическим понималось все поэтическое вообще, включая классическую античность, романтики все более осознавали свое духовное родство с эпохой Средних веков. Преодолев  нормативистские установки просветительской эстетики, не принимавшей ценность европейского национального своеобразия, а также вступая в оппозицию с античностью, романтики утверждали принципиальную значимость средневековой, «готической» культуры. Только тогда «новое и современное» в понимании романтиков поистине стало равнозначно «романскому» и «средневековому», в противовес всегда «классическому» античному.
Пытаясь дать характеристику романтической поэзии, Жан-Поль говорит следующее: «Истоки и характер всей новой поэзии так легко выводятся из христианства, что романтическую поэзию с тем же правом можно было бы назвать христианской». Связь с христианством выражается в представлении о бесконечном становлении в области духа. Собственно «бесконечность» – то главное, что и отличает романтическое христианское искусство от античного. Еще Шеллинг указывал, что античности свойственна абсолютная неподвижность, завершенность, там – онтология статичности, «быть», в романтике же – «становиться». Жан-Поль указывает, что «максимум пластического», т.е. внутренняя интенция, направленная на достижение идеальных эстетических норм, уступает «максимуму поэтического», живописному и бесконечному. По Жан-Полю, романтическое – это прекрасное без границ, прекрасное бесконечное, как бывает бесконечное возвышенное.  У телесной пластической красоты есть границы ее «совершенства», и это же служит ограничением для созерцания и работы фантазии, тогда как для поэзии, как и для живописи, сущность которых – нескончаемость, наиболее значительными являются несовершенство и незавершенность. Вместе с тем Жан-Поль отмечает, что романтическое может проявляться по-разному, следы его нетрудно выявить и в нехристианском искусстве, даже в той же античности. Так, черты романтики можно обнаружить у Гомера – «Юпитер одновременно видит с Олимпа и сражающуюся, неспокойную равнину Трои и далекие луга и долину Аркадии, где разгуливают мирные люди, - им светит одно и то же Солнце».  Романтична у Жан-Поля Эдда, а также и поэмы Оссиана, мистификация Макферсона, ставшая основой для всего европейского  сентиментализма и предромантизма. Не обходит стороной Жан-Поль и романтическое в Индии, что впоследствии будет обстоятельнее доказано Фридрихом Шлегелем в его работе «О языке и мудрости индийцев» (1808). Но сущность всего романтического, чисто духовного и подлинно бесконечного, Жан-Поль все-таки находит в христианстве.

## Определение искусства
Вобрав весь предшествующий опыт эстетической рефлексии и по многим пунктам придерживаясь реалистических тенденций, искусство Жан-Поль определяет как «прекрасное (духовное) подражание природе». Но само подражание у Жан-Поля имеет весьма специфическое свойство, коренящееся в делении поэтических тенденций на «поэтических нигилистов» и «поэтических материалистов». Предельно выраженный субъективизм, желание отрешиться от действительности вплоть до полнейшего ее отрицания характерны для «нигилистов», например, в лице Новалиса, который, по Жан-Полю, не только близок к ним по духу («побочный родственник нигилистов»), но и является их «ленником». Для Жан-Поля фихтеанский субъективный идеализм, в поэзии вылившийся в безучастность и безразличие по отношению к действительности как к одухотворенной природной жизни, основанию всякого поэтического творчества вообще, ведет к тому, что нигилисты в своем отрицании словно «пишут эфир эфиром и по эфиру». Нигилист, который возводит на пьедестал лирически порыв, при этом отрешаясь от  реальности в пользу реальности высшей, будет  «ускользать в бесплодие произвола» – и, как следствие, безвозвратно потеряется «в бессильной и бесформенной пустоте». Но также Жан-Поль и отвергает классицистическую установку на простое копирование действительности, указывая на то, что подлинное существо всякого поэтического творчества состоит в воспроизведении природы (внешней и внутренней), что достигается благодаря удержанию ранвовесия между материалом и формой.

## Способности поэтического сознания
Важным моментом является учение Жан-Поля о творческих способностях поэтического сознания. Жан-Поль выделят четыре ступени «поэтических сил», градация которых основана на его теории различения «воображения» и «фантазии». Способность воображения у Жан-Поля выступает в качестве продуктивной способности, отвечающей за функционирование памяти и ассоциативность. Фантазия же – основная творческая способность, благодаря которой становится возможным формирование и воспроизведение неделимого художественного образа. Сила воображения – «проза образной силы, или фантазии», чуть более интенсивное и яркое воспоминание, тогда как фантазия, по Жан-Полю, есть подлинная «образная сила … мировая душа души и стихийный дух остальных сил», с помощью которой обретается целостность восприятия. Примером работы фантазии может служить сценическое представление, где зрителю не демонстрируют какое-либо действие, но показывают его конечный результат: «Убийство за сценой возвращает фантазии ее бесконечность; и именно поэтому мертвое тело по крайней мере трагичнее смерти, поскольку оно возвращается для нас назад в жизнь, следуя путем смерти».
Концепция творческой гениальности полностью вытекает из учения о градации поэтических сил. По Жан-Полю, фантазия имеет четыре ступени:
- Первая ступень –  фантазия, связанная с восприятием и формированием образа. Жан-Поль полагает, что невозможно такое восприятие, в ходе которого бы не происходило создание единого образа из многообразия воспринимаемого: «Образная сила фантазии есть у всякого, кто хотя бы однажды сказал: «Это – прекрасно»[14].
- Вторая ступень – талант. Он имеет различные вариации, и талантливые люди особенно отличаются в остроумии, проницательности, рассудке, воображении математическом, историческом и т.д. Обладая талантом, человек в высшем своем порыве может достичь лишь некоторых частей, которыми гений обладает в целом, потому что талантливый человек наделен «односторонним приливом всех сил» – инстинктом.
- Третья ступень – пассивная, или женственная гениальность, заключающаяся в богатстве восприятия, но при этом и в творческом бессилии. Если сравнивать пассивную гениальность с абсолютной, то окажется, что такие женственные гении, при богатых способностях, рассудительности, посредством которой зачастую глубоко постигаются чужие творения, редко могут подняться до самостоятельного творчества. Жан-Поль приводит множество примеров, среди которых примечательно то, что такую гениальность он приписывает Дидро в  философии, Руссо в поэзии, а также Пьеру Бейлю, Лессингу, Новалису, этому «гениальному андрогину», который в своем восприятии «думает, что дает начало жизни».
- Четвертая ступень – абсолютная гениальность. Она заключается в том, чтобы c помощью рассудительности держать равновесие между «действием и терпением, между субъектом и объектом», шире – «между миром внешним и миром внутренним».  Но и сама рассудительность делится надвое, на обыденную, которая всеми силами стремится удержать то самое равновесие внешнего и внутреннего миров, – в этом случае, как говорит Жан-Поль, «сознание всегда сильнее самосознания», и высшую, которая, наоборот, старается всячески разрушить, внутри себя раздвоить внутренний мир.

## Проблема комического
Особое место в эстетике Жан-Поля занимает проблема комического. Жан-Поль не приемлет кантовское определение смешного как того, что состоит во внезапном разрешении ожидания  чего-то серьезного в смешное ничто. Комическое всегда завязано на субъекте, так же как и возвышенное, например, в эстетике Канта, но принципиальный момент состоит в том, что, если возвышенное есть нечто бесконечно великое в субъекте, то смешное есть бесконечно малое. Важно то, что Жан-Поль отрицает значимость сатиры в комическом, даже указывая на то, что полное отсутствие, к примеру, в комической пьесе сатирических элементов будет являться достоинством. По-видимому, здесь могло сказаться неприятие эстетики классицизма, где сатире отводилось высокое место.

## Влияние «Приготовительной школы эстетики»
Работа Жан-Поля является важным документом эстетической мысли эпохи. Его идеи имели очень большое значение для эстетического развития не только на протяжении всей романтической эпохи, но и для последующих направлений. «Классики» Гёте и Шиллер практически обошли эстетику Жан-Поля стороной. Из романтиков большое влияние Жан-Поль оказал на шеллингианца Йозефа Гёрреса, который в обширной рецензии на «Школу» пытался охарактеризовать все его творчество. Помимо немецкой традиции, Жан-Поль сильно повлиял на английского романтика «озерной школы» Сэмюэла Кольриджа, в частности на его учение, представленное в его «Biographia Literaria», о различении воображения (creative imagination) и фантазии (fancy), и основанной на нем теории градации поэтических сил .